# Ötzi

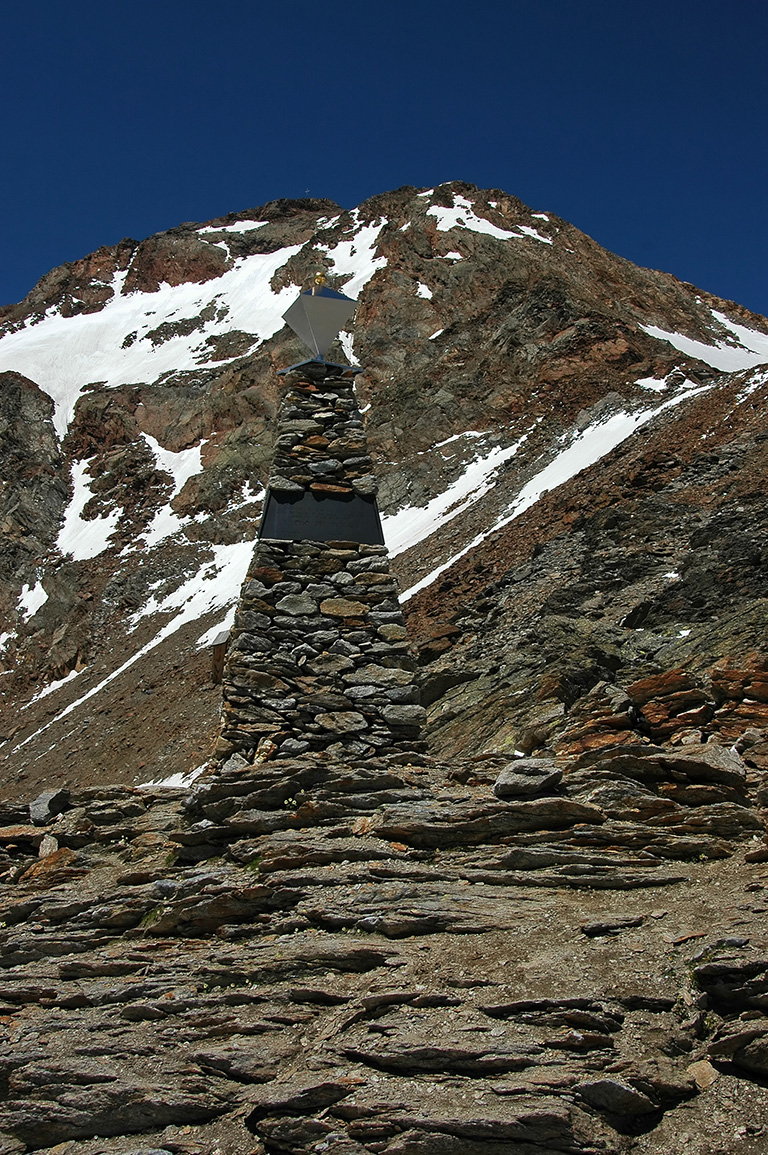
De Ötzi-gedenksteen op het Hauslabjoch, dicht bij de Similaun in de Ötztaler Alpen, de plaats waar Ötzi werd gevonden

Ötzi (uitspraakⓘ) is een ijsmummie van een man uit de kopertijd. Twee Duitse bergwandelaars vonden hem op 19 september 1991 in de Italiaanse Ötztaler Alpen. Hij is de oudste menselijke mummie die in Europa is gevonden. Bestudering van Ötzi, in het bijzonder zijn voeding, kleding, uitrusting en bewapening, heeft kennis opgeleverd over het leven in de nieuwe steentijd, 5300 jaar geleden. Vooral de koperen bijl die hij bij zich droeg is opmerkelijk.

## Vindplaats, ontdekker en bezichtiging
De mummie lag op het Hauslabjoch in een rotskommetje aan de rand van de gletsjer Niederjochferner bij Similaun in de Ötztaler Alpen aan het eind van het Ötztal, op een hoogte van 3210 meter. De vindplaats ligt vrijwel op de Oostenrijks-Italiaanse grens. Hoewel de mummie eerst in Innsbruck (Oostenrijk) belandde, is deze nu te bezichtigen in het Zuid-Tiroler Archeologiemuseum in Bolzano (Bozen) in Italië, omdat de vindplaats zich toch net — 92,56 meter — over de staatsgrens bleek te bevinden.
Toen het echtpaar Helmut en Erika Simon de vondst had gemeld, werd het lichaam eerst voor een recent ongevalsslachtoffer gehouden. Het stoffelijk overschot werd op 23 september 1991 door het instituut voor forensische geneeskunde van de Universiteit van Innsbruck nogal onzorgvuldig geborgen. Daarbij zijn ernstige beschadigingen aan de mummie opgetreden en aan de nevenvondsten, die eerst over het hoofd waren gezien. Zodra het belang van de vondst duidelijk werd, is de vindplaats herhaaldelijk – onder meer in de zomer van 1992 – met zeer nauwkeurige methoden uitgekamd. Daarbij werden nog relevante andere vondsten gedaan, waaronder nagels en haar.
Rond de ijsmummie rezen diverse geschillen. Eerst was er de strijd tussen de Oostenrijkers en de Italianen over wie de mummie mocht houden. Daarna kondigde het echtpaar Simon aan een gerechtelijke procedure te zullen beginnen om erkend te worden als de legitieme vinders. Helmut Simon overleed in 2004 op 67-jarige leeftijd na een val in een ravijn; hij werd acht dagen later pas gevonden. Pas in 2008 volgde een uitspraak van de rechtbank, waarbij mevrouw Simon 150.000 euro vergoeding werd toegewezen. Dit bedrag zou in 2010 na een nieuwe procedure nog verhoogd worden naar 175.000 euro.
Sinds de ijsmummie op 16 januari 1998 naar Bolzano (Bozen) is getransporteerd, trekt het museum 300.000 bezoekers per jaar. Vlak bij de locatie waar Ötzi werd gevonden ligt het ArcheoParc Schnalstal Val Senales, met een binnenmuseum en een archeologisch openluchtmuseum met gereconstrueerde huizen.

## Ouderdom
Vier laboratoria waren betrokken bij de koolstofdatering van de vondst. Het Research Laboratory for Archaeology and the History of Art (Oxford) en het Institut für Mittelenergiephysik der Eidgenössischen Technischen Hochschule (Zürich) onderzochten anatomische monsters; botanisch materiaal ging naar het Svedberg Laboratoriet (Uppsala) en het Centre des Faibles Radioactivités (Parijs). Drie van de vier instituten kwamen tot een min of meer gelijkluidende datering: tussen 3365 en 3041 v.Chr.. Alleen het Zweedse laboratorium gaf een iets recentere datering: tussen 3053 en 2931 v.Chr.
Met die ouderdom zorgde 'Ötzi' voor wetenschappelijke opschudding: de mummie is daarmee honderden jaren ouder dan de piramide van Cheops en veel ouder dan alle andere gletsjermummies, die meestal enkele tientallen of hooguit honderden jaren oud zijn. In tegenstelling tot Egyptische mummies en begraven doden is Ötzi intact bewaard, net als zijn kledij en de gebruiksvoorwerpen die hij op het moment van zijn dood bij zich droeg. Ötzi verschaft informatie over een tijd in de Europese prehistorie waarover weinig bekend is. Hoewel bij de mummie een aantal houten artefacten is gevonden, is een exacte jaarringendatering nog niet mogelijk gebleken: zo bevat de bijlschacht maar 27 jaarringen, terwijl voor een correcte plaatsing in de jaarringenkalender minstens 50 ringen nodig zijn.

## Korte beschrijving

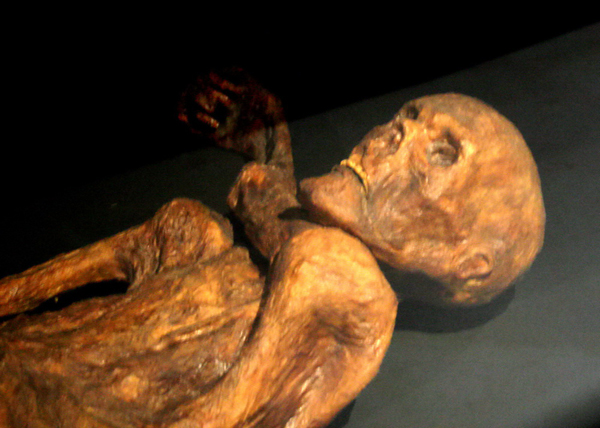
Reconstructie van de mummie

Ötzi was een man van ongeveer 45 jaar oud. Hij was circa 1,60 meter lang. Uit onderzoek blijkt dat hij weinig vet had. Bij leven moet hij zo'n vijftig kilogram gewogen hebben. Zijn lichaam telt 61 tatoeages. Ze werden gemaakt door inkervingen in de huid met koolpoeder in te wrijven. Mogelijk ging het hier om een behandeling tegen de artrose waaraan de man leed. In zijn longen bevonden zich deeltjes van de rook van houtskoolvuurtjes. Uit analyse van DNA, stof en stuifmeelkorrels en van de isotopenverhoudingen in zijn gebit, waarin gaatjes zaten, blijkt dat hij zijn jeugd in de buurt van het huidige dorp Feldthurns ten noorden van Bolzano (Bozen) doorbracht, maar later in valleien een kilometer of vijftig noordelijker ging wonen. Zijn kleding was nog gedeeltelijk intact en bleek goed aangepast aan de eisen van het klimaat in de Alpen. Hij droeg complexe, gevoerde schoenen. In zijn maag-darmstelsel bevonden zich de resten van twee maaltijden. De laatste was er een van edelhertenvlees en eenkoren, een primitieve tarwesoort. De voorlaatste was er een van steenbokvlees. In de maaltijd zaten stuifmeelkorrels passend bij een naaldbos op middelmatige hoogte. De vondst van pollen van de Europese hopbeuk (Ostrya carpinifolia), die in de Alpen tussen maart en juni bloeit, lijkt erop te wijzen dat hij in de lente of vroeg in de zomer is overleden. Ötzi had een donkere huid en donkerbruin tot zwart haar, dat op een lengte van circa acht centimeter was afgeknipt. Hij droeg een baard en had bruine ogen. Hij had geen luizen, maar in zijn kledij zijn wel twee vlooien gevonden. De voorwerpen die hij bij zich droeg, vooral de kostbare koperbijl en de berenmuts, wijzen erop dat hij een zekere status moet hebben gehad.

### Gezondheid
Hij had waarschijnlijk zweepworm (Trichuris trichiura), een inwendige parasiet. Eitjes van de parasiet zijn in zijn maag-darmstelsel gevonden. Met behulp van CT-scans is aangetoond dat drie of vier van zijn rechter ribben werden samengedrukt toen hij na zijn dood met zijn gezicht naar voren op de grond lag, of toen zijn lichaam werd verpletterd door het ijs. Verder ontdekte men dat zijn epidermis, de buitenste huidlaag, ontbrak, een gevolg van het natuurlijk proces van zijn mummificatie in het ijs. Hij had aderverkalking.
Ötzi had een slecht gebit: onderzoek aan de Universiteit Zürich met behulp van een CT-scan bracht aan het licht dat hij last had van parodontitis, cariës en tandbreuken. Hij was lactose-intolerant, wat mogelijk te verklaren valt doordat de overgang naar een agrarische samenleving toen nog in gang was.

## Reconstructie

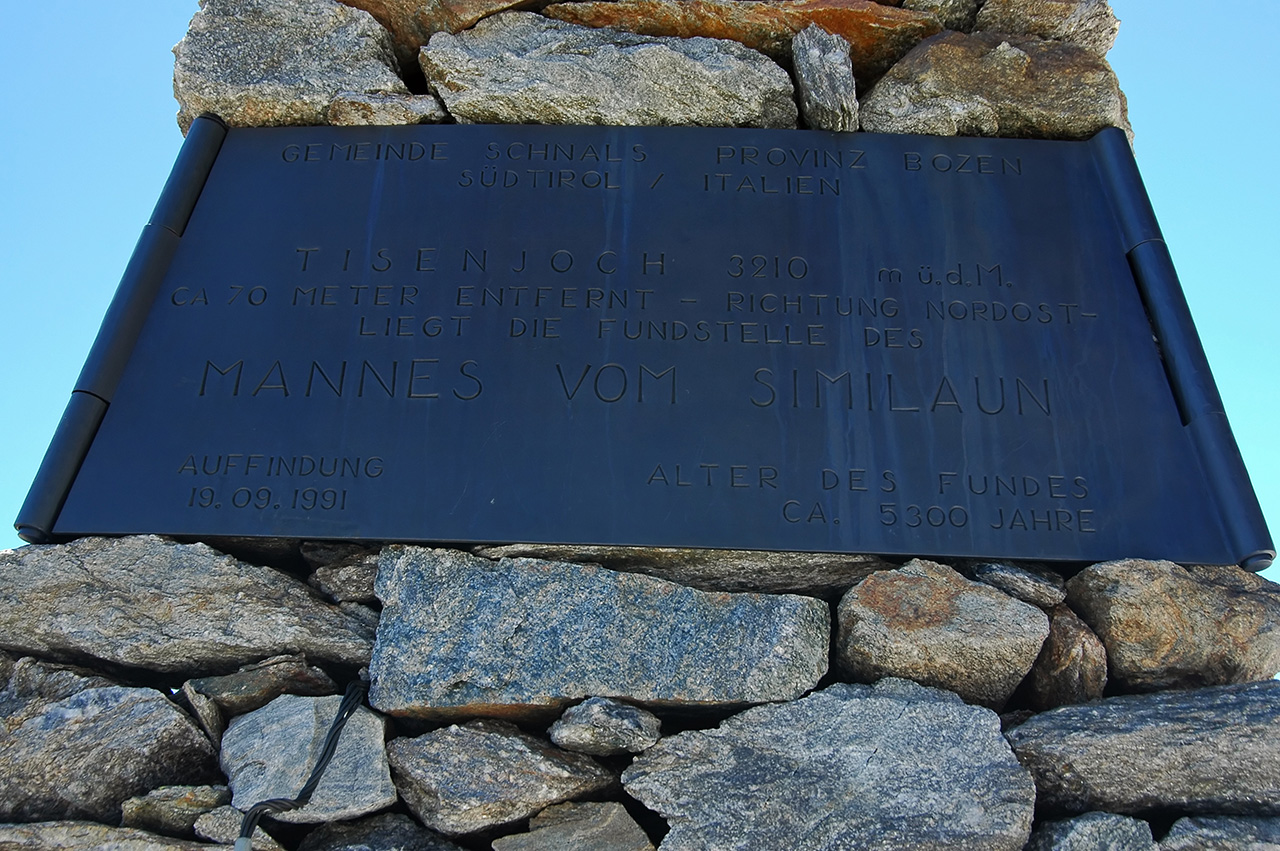
Plaquette op de gedenksteen

Pollen van de hopbeuk die in de darm van Ötzi zijn aangetroffen, bewijzen dat hij zes tot twaalf uur voor zijn dood in een zuidelijker dal moet zijn geweest. De laatste uren voor zijn dood is hij ongeveer 1.200 meter geklommen. Een mogelijke verklaring is dat de natuurlijke weiden boven de boomgrens in de Alpen al vanouds werden gebruikt om in de zomer het vee te hoeden. In de Vinschgau worden ook tegenwoordig nog schapen over de hoofdkam van de Alpen naar de hoge weiden van het Ötztal gedreven. Het is niet uitzonderlijk dat herders tijdens die zogenaamde transhumance op een hoogte boven 3.000 meter komen. Ötzi kan een herder geweest zijn, maar ook jagers komen op die hoogte, op zoek naar gemzen.
Omdat het Timmelsjoch al sinds de prehistorie een noord-zuidovergang is, denken sommigen dat Ötzi een handelaar was. Anderen zien een soort leider in hem. Op basis van de doodsoorzaak denken de meeste onderzoekers dat de man op de vlucht was.
Uit sectie op het lichaam van Ötzi bleek dat hij vanwege een hartafwijking mogelijk niet oud had kunnen worden, en de bloedgroep O had. Zijn genen hadden meer overeenkomsten met de inwoners van Corsica en Sardinië dan met de huidige bewoners in de Alpen. Ook had hij een haplotype dat wijst op voorouders uit het Midden-Oosten. 

## Doodsoorzaak
Ötzi werd vermoedelijk het slachtoffer van een jachtongeval of een gewapend conflict. In 2001 is in zijn borstkas bij de linkerschouder een vuurstenen pijlpunt ontdekt die aanvankelijk bij eerder CT-onderzoek niet was opgemerkt. De bijhorende vleeswond links op de rug is "vers". De schacht van de pijl was verwijderd, de pijlpunt is blijven steken. De long is niet geraakt.
Men nam aanvankelijk aan dat het schot niet onmiddellijk dodelijk was, maar dat het mogelijk vele uren of dagen later, in combinatie met uitputting, wel tot zijn dood heeft geleid. Gedetailleerd onderzoek met een CT-scanner leidde echter tot de conclusie dat de slagader die naar de linkerarm gaat door de pijlpunt was geraakt; in het weefsel eromheen was ook een groot hematoom zichtbaar. Dat zou betekenen dat Ötzi in slechts enkele minuten zou zijn doodgebloed. Een team van pathologen onder leiding van Eduard Egarter-Vigl was in 2005 ook al tot de conclusie gekomen dat de pijl het linkerschouderblad doorboord had en de slagader getroffen had, die de linkerarm van bloed voorziet. Experimenteel onderzoek met voor het tijdperk representatieve bogen toont aan dat ze een reikwijdte van ongeveer 180 meter hebben. Een pijl die van dertig meter of minder wordt afgeschoten gaat door het lichaam. Dat is niet gebeurd bij Ötzi. Wetenschappers vermoeden daarom dat hij van vrij grote afstand in de rug moet zijn geschoten. De schutter stond op een lager standpunt.
Naast de schotwond had Ötzi een snijwond aan zijn rechterhand en een hoofdwond. Er zijn bloedsporen gevonden op zijn wapens en zijn kleding. DNA-onderzoek lijkt erop te wijzen dat de bloedsporen van vier verschillende personen komen. En er zijn rode bloedcellen gevonden in de wonden aan de hand en schouder. Daarmee is dit bloed het oudste dat ooit gevonden is. Een theorie is daarom dat Ötzi zich tegen een aantal vijanden heeft moeten verdedigen. Daarbij kan hij zijn pijlen verschoten en zijn boog verloren hebben. Mogelijk had hij met opzet deze moeilijke weg over de bergen uitgezocht om aan zijn vijanden te ontkomen. Dat zou gelukt kunnen zijn, want hij is niet beroofd van zijn voor die tijd kostbare bijl. Hij zou zich nog zelf in het rotskommetje geïnstalleerd hebben. Hij zette zijn rugzak, onafgewerkte boog en bijl tegen de rotswand, en legde de pijlkoker op een horizontaal stuk rots. Zijn mes had hij in de hand. Voorover geleund tegen een rotsblok zou de man gestorven zijn.
Recenter onderzoek doet echter vermoeden dat de pijlwond spoedig gevolgd werd door de hoofdwond, die mogelijk met een steen is toegebracht, of door een val op de rots. Vóór zijn overlijden zou Ötzi op zijn buik gelegd zijn en zou iemand, hetzij vriend of vijand, getracht hebben de pijl uit de wond te trekken.

## Nevenvondsten
De vondst van Ötzi is vooral interessant omdat hij een groot aantal gereedschappen en andere voorwerpen bij zich had die anders in de loop der eeuwen allang zouden zijn vergaan. Die voorwerpen zijn ditmaal ook niet, zoals meestal in dergelijke situaties, als grafgiften gevonden, maar bij iemand die zo uit het leven is weggerukt. Deze vondsten hebben informatie opgeleverd over dagelijkse gebruiksvoorwerpen die mensen in de steentijd al konden maken. Ötzi was zeker niet onvoorbereid de berg op gegaan; hij had een complete jacht- en overlevingsuitrusting bij zich. Zijn kledij en uitrusting bestond uit het volgende:

### Kleding

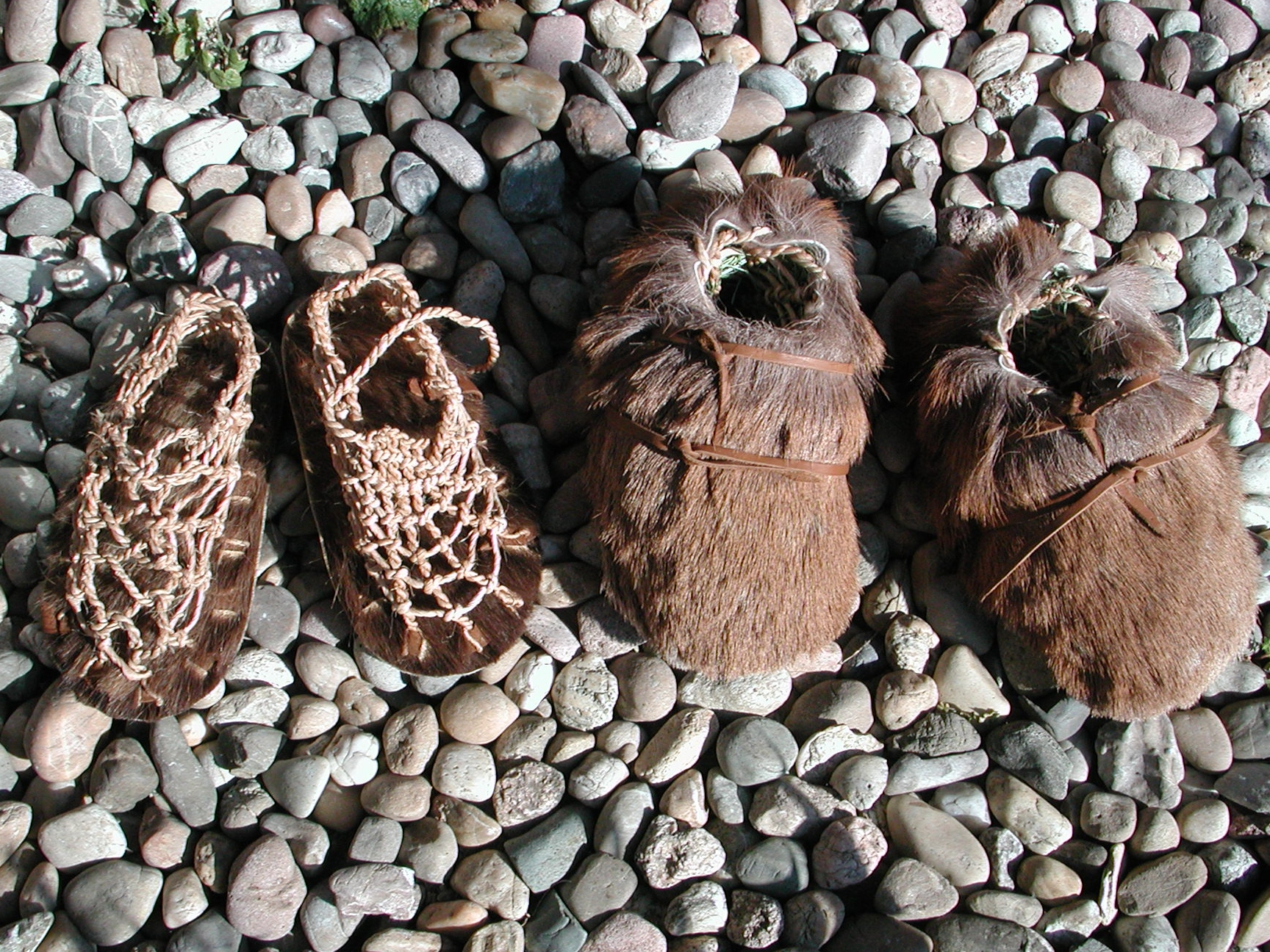
replica van schoenen

- Schoenen van verschillende soorten leer gemaakt (berenhuid voor de zool, hertenleer voor het bovenwerk), met brede zolen, geschikt om op sneeuw te lopen; in de schoenen zat ook hooi, verpakt in een netstructuur, voor warmte-isolatie; de schoenen werden aan de beenbeschermers vastgeknoopt. De schoenen behoren tot de oudste ooit gevonden - een complexe en geraffineerde constructie;
- Een gordel met gordeltasje: een kalfsleren riem van 4 tot 4,8 cm breed en bijna twee meter lang, tweemaal rond het lichaam gewonden. Op de riem is een tasje genaaid, waarin verschillende vuurstenen voorwerpen: een krabber, een boortje en een scherf, en een benen els (priem).[36]
- Een geitenleren lendenschort, een rechthoekige, smalle (één meter), lange lap die tussen de benen door werd gehaald en voor en achter onder de gordel werd doorgestoken.
- Beenbeschermers van geitenleer, nauwsluitend om de boven- en onderbenen; twee losse pijpen, geen broek.
- Een knielange, leren jas, zorgvuldig uit overlappende rechthoekige stukken geitenleer genaaid met pezen van dieren.
- Vermoedelijk een mantel van geknoopt gras, zonder mouwen of mouwgaten; er is geen echt geweven textiel gevonden; wel veel geknoopt en gevlochten touw dat uit gras is gedraaid.
- Een halfbolvormige muts van berenvacht met leren kinband, die bij leven al gebroken was; de haarkant van de berenvacht is naar buiten gekeerd en het kledingstuk is uit verschillende stukken huid genaaid.

### Overige uitrusting
- Resten van een uit gras geknoopt net, wellicht voor de jacht.
- Resten van twee genaaide ronde dozen van berkenbast. De ene bevatte (groene) esdoornbladeren, waarin een (smeulend) houtskooltje kon worden bewaard; de andere werd wellicht voor tondel of proviand gebruikt.
- Een aantal deels onafgewerkte pijlen. Slechts twee pijlen hadden een punt en waren bruikbaar. De twaalf andere waren nog niet klaar. Ze waren niet allemaal door dezelfde maker gefabriceerd - de ene bruikbare pijl was door een linkshandige gemaakt, de andere door een rechtshandige. De bruikbare pijl had aan drie kanten rondom een veer aan de achterkant, met berkenteer en draad vastgezet. De veren waren iets schuin op de schacht gelijmd, zodat de pijl zou gaan ronddraaien, wat meer stabiliteit aan de vlucht geeft.
- Een boog die nog niet klaar was maar waaraan nog gewerkt moest worden om ermee te kunnen schieten, langer dan de man zelf was, namelijk 1,82 m. Gemaakt van taxushout, met het soepele spinthout aan de buitenkant en het hardere kernhout aan de binnenkant. Tot ver in de middeleeuwen was taxushout nog het voorkeursmateriaal voor bogen. De inkepingen voor de pees en de pees zelf waren nog niet aangebracht.
- Een pijlkoker van genaaid hertenleer, afsluitbaar met een flap, zodat de pijlen er niet uit konden vallen, met daarin draad om pijlen mee te maken. Onder in de pijlkoker bevond zich een bolletje reserveboogpees, een draad van bijna twee meter lang, gemaakt van in elkaar gevlochten dierenpezen. Bij een eerste onderzoek in de jaren negentig werd nog verondersteld dat de draad vervaardigd was uit boombast. Het is de oudste pijlkoker die ooit is gevonden.
- Een bijl van koper (niet van brons), gevat in een handvat van taxushout en gefixeerd met berkenteer en riemen. Het is de enige compleet gevonden neolithische bijl ter wereld. De stijl is verwant aan de Remedellocultuur, waarvan in Noord-Italië circa 124 graven gevonden zijn; de kling bestaat voor 99% uit koper, dat volgens onderzoek van 2017 uit het zuiden van Toscane stamt.[37] Ötzis bijl is de enige, waarvan de "greep" behouden is. Met deze koperen bijl was het mogelijk om bomen om te hakken.
- Een houten handvat, waarin een stift van hertengewei is gedreven. Het geheel lijkt op een groot aangescherpt potlood. Het werd gebruikt om van een vuurstenen snede kleine scherfjes af te drukken om er een scherpe gezaagde snede van te maken. Het handvat had aan het uiteinde een ronde groef, waarmee de stift met een touwtje aan een riem kon worden bevestigd.
- Een aantal ruwe stukken vuursteen van hoge kwaliteit, die nog bewerkt moesten worden.
- Een mes in essenhouten heft. Een opvallend klein vuursteenmes - het had als het zonder heft was gevonden gemakkelijk voor een fikse pijlpunt kunnen doorgaan. Voor de bevestiging van onderdelen werd berkenteer gebruikt, gemaakt door berkenbast onder uitsluiting van lucht te verhitten. Ook had het mes, net als het handvat met stift, een insnoering aan het uiteinde van het handvat waarmee het met touw aan de gordel gehangen kon worden.
- Een schede voor het mes, gemaakt van touw dat gevlochten was uit grassen.
- Een schrabber van vuursteen, misschien om de pijlen of de boog mee te bewerken.
- Stukken van polyporuszwammen, van twee verschillende soorten (echte tonderzwam en berkenzwam): mogelijk als tondel.
- Een gordel van kalfsleer met buidel voor benodigdheden. De sluiting van de gordel is niet gevonden. De buidel bevatte tondelzwam;
- Stukken vuursteen, misschien gebruikt als vuurslag. In de tondelzwam werden deeltjes pyriet gevonden, waaruit vonken kunnen worden geslagen.
- Een frame voor een rugzak: een kromgebogen hazelaartak met twee dwarsplankjes, waarop oorspronkelijk waarschijnlijk een leren draagtas bevestigd was. Sommigen beweren dat dit voorwerp een rest is van een sneeuwschoen.
- Een ronde stenen ring met riemen erdoor. De functie is niet bekend, mogelijk diende het als amulet die om de hals werd gedragen.

Voor de uitrusting was (waarschijnlijk niet toevallig) van een groot aantal verschillende soorten hout en gelooid leer gebruikgemaakt:
- Houtsoorten: taxus, essen, linden en hazelaar.
- Dieren: beer, gems, geit, steenbok, hert en kalf.

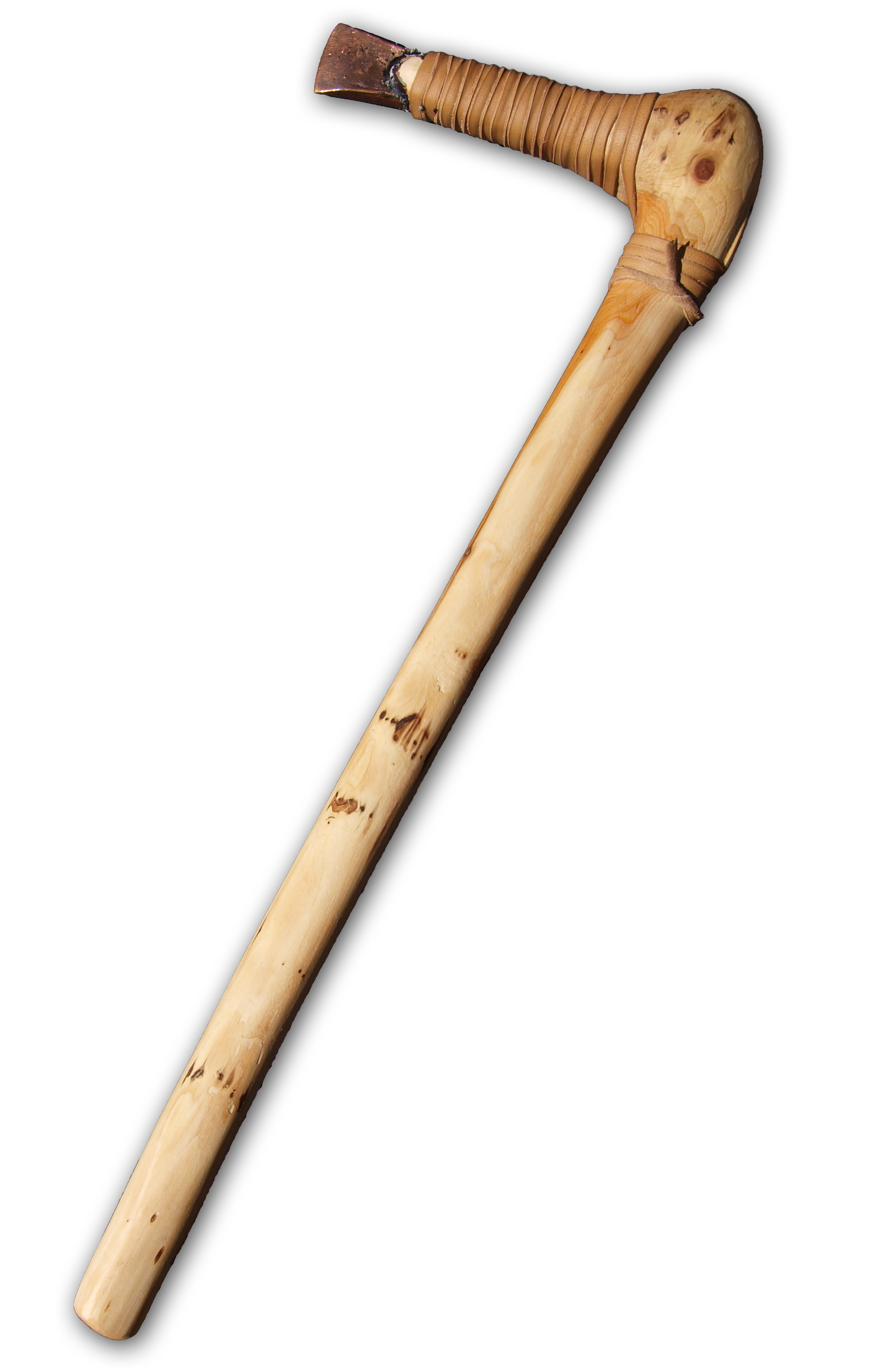
Reconstructie van de bijl
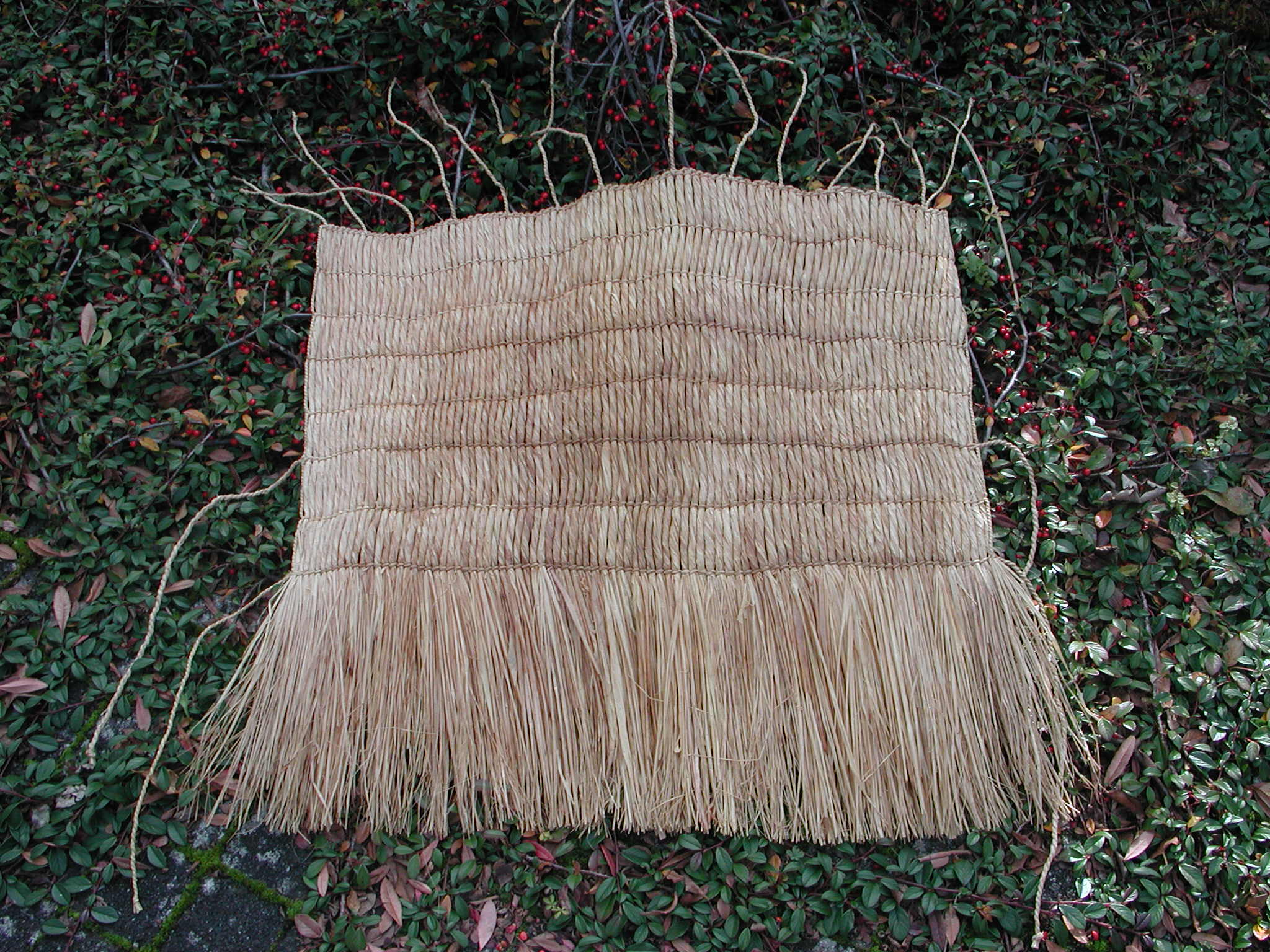
Reconstructie van mat
Pijlpunt
Mes
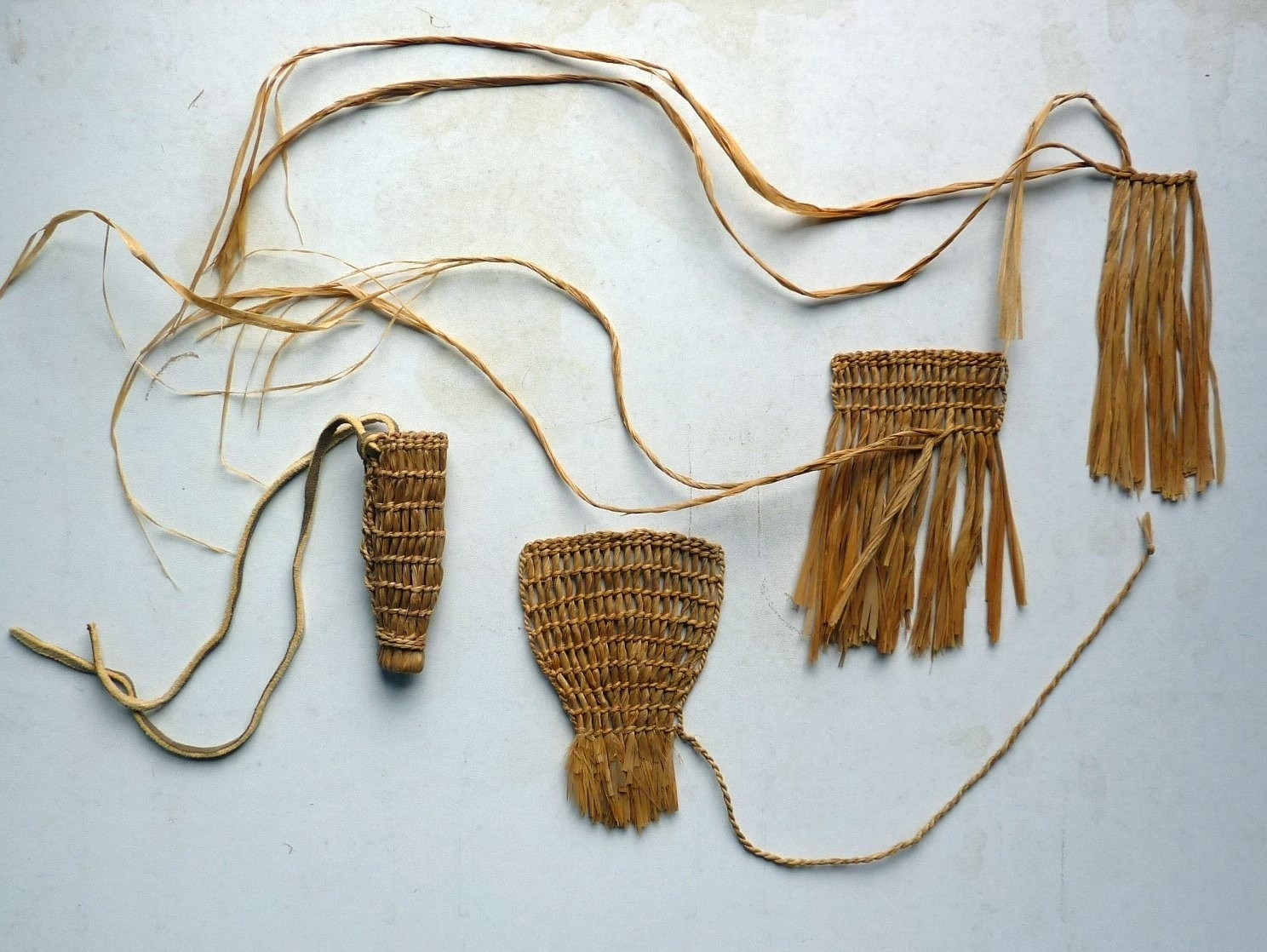
Schede van mes
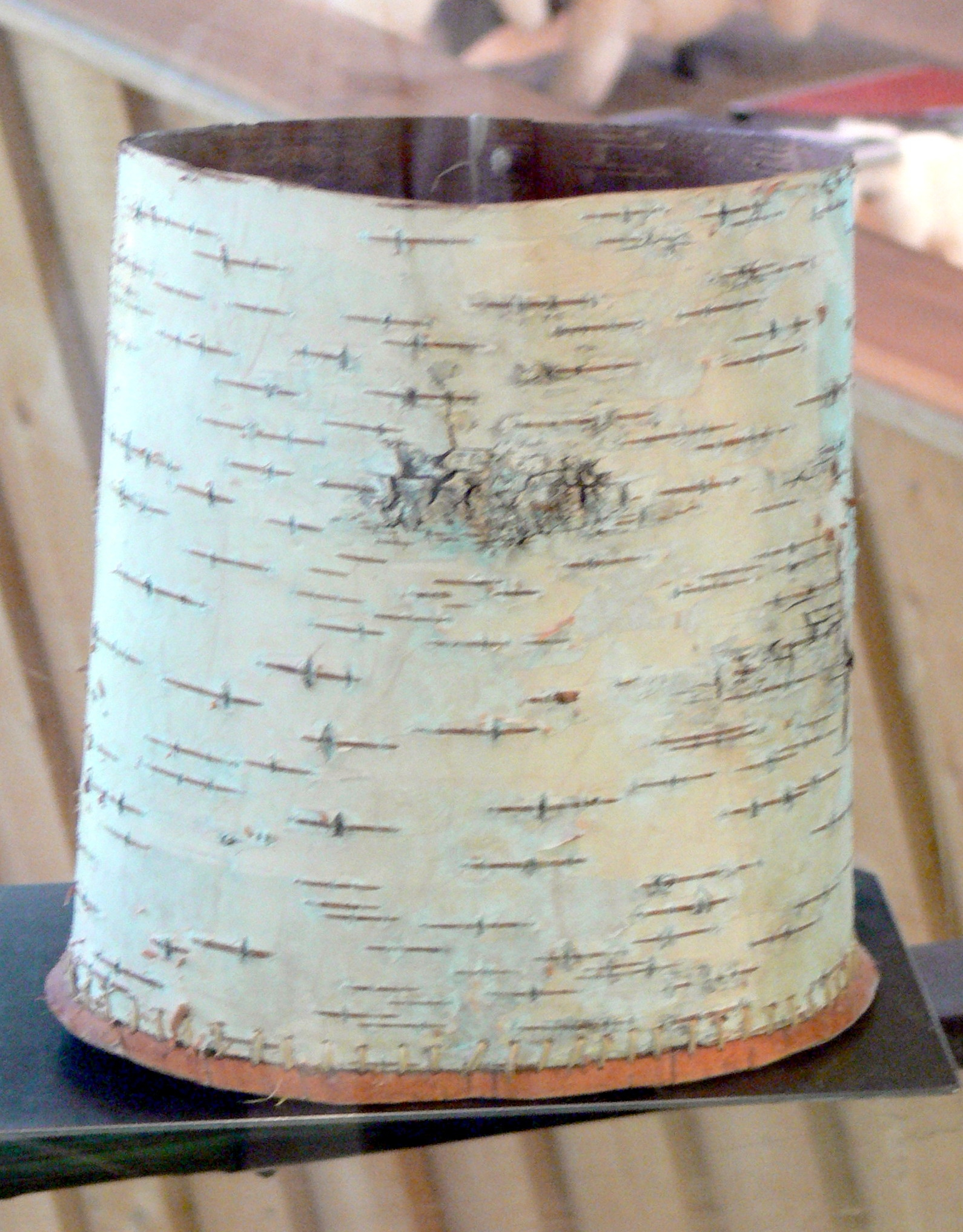
Replica van beker

## Genetisch onderzoek
In 2006 verschenen de resultaten van een genetisch onderzoek in het Amerikaanse Journal of Physical Anthropology. Volgens dit onderzoek was Ötzi mogelijk onvruchtbaar. Het onderzoek bevestigde tevens dat zijn wortels mogelijk in Midden-Europa liggen. De onderzoeken op de gletsjermummie zijn uitgevoerd op mitochondriaal DNA, dat uitsluitend via de moeder wordt geërfd. Er zouden twee mutaties zijn aangetroffen die geassocieerd zijn met een verminderde vruchtbaarheid. De bevinding zou de theorie ondersteunen van de onderzoeker Konrad Spindler (ondertussen overleden), die in de jaren negentig stelde dat Ötzi een eenzaat was die uit de gemeenschap werd verstoten en in de bergen om het leven kwam.
In 2012 verscheen het resultaat van onderzoek van het volledige genoom van Ötzi. Hieruit werd onder andere afgeleid dat hij bruin haar had, en een grote kans op enkele ziektes. Hij blijkt het L91-SNP te hebben, een haplogroep die binnen Europa op dit moment alleen nog in Sardinië en Corsica veel voorkomt. Het ondersteunt de hypothese dat haplogroep G de sterkst aanwezige haplogroep was voor de komst van de Indo-Europeanen.

## Vloek
Acht mensen die betrokken waren bij de ontdekking of het onderzoek naar Ötzi zijn gestorven. Sommige mensen geloven, wellicht onder invloed van verhalen over de 'Vloek van de farao', dat er een vloek rust op de ijsmummie. Niettemin zijn er vele honderden of duizenden mensen betrokken geweest bij de ontdekking en het onderzoek; het spreekt vanzelf dat enkelen daarvan een niet-natuurlijke dood sterven.

## Locatie
De vindplaats heeft de coördinaten 46° 46′ 44″ NB, 10° 50′ 23″ OL

## Trivia
- Ötzi groeide in de jaren na zijn vondst uit tot een plaatselijk cultureel icoon. Zo noemde een popartiest zich DJ Ötzi; deze scoorde eind jaren negentig een carnavalshit met Anton aus Tirol.
- Filmacteur Brad Pitt draagt een tatoeage met een contour van Ötzi op zijn onderarm.